# JNR-Klasse C60
Die Fahrzeuge der Baureihe C60 (jap. C60形蒸気機関車, C60-gata jōki kikansha, dt. „Dampflokomotive Typ C60“) der Japanese National Railways (JNR) waren Dampflokomotiven mit der Achsfolge 2'C2' ("Hudson").
Die 47 Lokomotiven entstanden 1953 bis 1961 durch Umbau aus überzähligen 2'C1' ("Pacific")-Lokomotiven der Baureihe C59 in den JNR-Werken in Hamamatsu und Kōriyama. 39 Loks wurden aus Vorkriegs-C59 umgebaut und erhielten die Betriebsnummern 1 bis 39, während weitere acht aus Nachkriegs-C59 die Betriebsnummern 101 bis 108 erhielten. Da mit der fortschreitenden Elektrifizierung eine geringere Achslast wichtiger wurde als die reine Zugkraft, erhielt die neue Baureihe C60 eine zusätzliche Laufachse, um die hohe Achslast der C59 zu verringern und einen größeren Einsatzbereich zu ermöglichen.
Die Baureihe wurde vorwiegend im Passagierzugbetrieb in der Region Tōhoku und Kyūshū eingesetzt. Zu sehen waren sie aber auch in Doppeltraktion oder sogar Dreifachtraktion zusammen mit den Baureihen C61 und D51 sowohl vor Passagier- als auch Güterzügen nördlich von Morioka auf der Tōhoku Hauptstrecke.
Die letzte C60 wurde 1971 außer Dienst gestellt. Nur eine einzige Lokomotive ist heute noch erhalten, die C60 1 im Sakuragaoka Park in Sendai.

## Umbaudetails
| Nummer  | Vorherige Baureihe und Nummer          | Umgebaut in | Datum |
| ------- | -------------------------------------- | ----------- | ----- |
| 1-4     | C59 27/62/59/41                        | Hamamatsu   | 1953  |
| 5-16    | C59 54/21/49/61/46/23/58/34/65/69/4/50 | Hamamatsu   | 1954  |
| 17      | C59 86                                 | Hamamatsu   | 1955  |
| 18-22   | C59 78/100/16/70/48                    | Kōriyama    | 1960  |
| 23-33   | C59 17/38/76/40/47/10/91/18/60/81/68   | Hamamatsu   | 1960  |
| 34-39   | C59 26/13/39/5/89/98                   | Hamamatsu   | 1961  |
| 101-105 | C59 130/178/128/168/101                | Hamamatsu   | 1960  |
| 106-108 | C59 113/165/173                        | Hamamatsu   | 1961  |

## Modelleisenbahn
Die Firma Micro-Ace fertigt seit 1998 zwei unterschiedliche Modelle für Spurweite N: C60 101 Akatsuki in komplett schwarzer Ausführung und C60 7 Hakutsuru mit weißer Linienführung und roten Kupplungsstangen.

## Referenzen
1. ↑  http://www.microace-arii.co.jp/products/itemlist/sl.html
2. ↑  geocities.com (Memento vom 20. Oktober 2002 im Internet Archive)